# 5010 Amenemhêt
5010 Amenemhêt (Provisorisk beteckning: 4594 P-L) är en asteroid i asteroidbältet, upptäckt 24 september 1960 av den nederländsk-amerikanske astronomen Tom Gehrels och det nederländska astronomparet Ingrid van Houten-Groeneveld och Cornelis Johannes van Houten vid Palomarobservatoriet, Kalifornien, USA. Asteroiden har fått sitt namn efter Farao Amenemhet III av Egypten.